# مانائوس آئروتکسی
مانائوس آئروتکسی (به انگلیسی: Manaus Aerotáxi) یک شرکت هواپیمایی است. دفتر مرکزی مانائوس آئروتکسی در مانائوس، برزیل واقع شده‌است.